# Reichenau
Reichenau é um município da Alemanha, no distrito de Constança, na região administrativa de Friburgo, estado de Baden-Württemberg. Está localizado na ilha de Reichenau, no Lago de Constança.
| . |